# Synavea albibaltea
Synavea albibaltea är en insektsart som först beskrevs av Van Stalle 1986.  Synavea albibaltea ingår i släktet Synavea och familjen Derbidae. Inga underarter finns listade i Catalogue of Life.